# Tetragnatha filipes
Tetragnatha filipes este o specie de păianjeni din genul Tetragnatha, familia Tetragnathidae, descrisă de Schenkel, 1936. Conform Catalogue of Life specia Tetragnatha filipes nu are subspecii cunoscute.